# 이이 나오히데 (1729년)

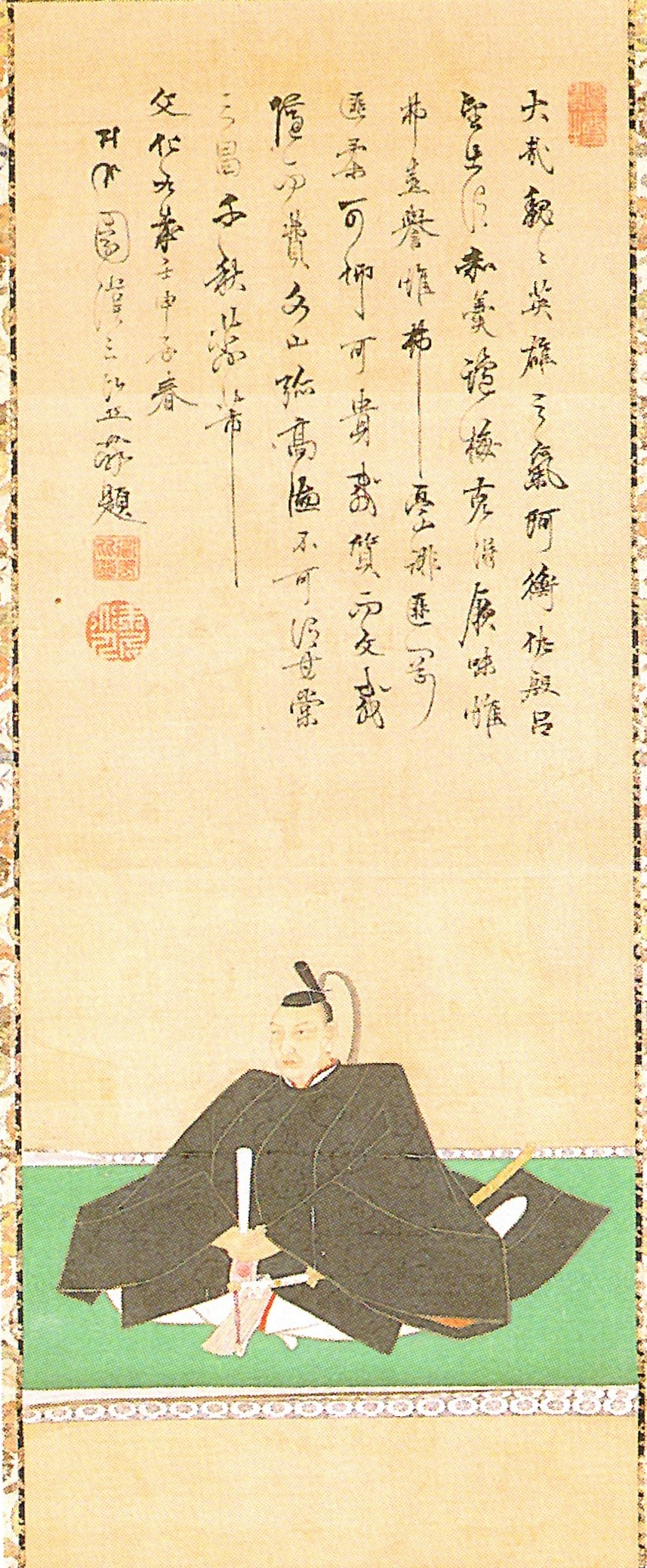
이이 나오히데

이이 나오히데(井伊直幸)는 에도 시대 중기의 다이묘이다. 초명은 直英(나오히데). 에도 막부의 다이로이다.
| 전임 이이 나오사다 | 제12대 히코네번 번주 (이이 가문) 1755년 ~ 1789년 | 후임 이이 나오나카 |